# Hünersedel
Der Hünersedel ist ein Berg im Mittleren Schwarzwald mit einer Höhe von 744,3 m ü. NHN. Sein Name wird mit Hünensitz gedeutet. In einer Urkunde aus dem Jahr 926 wird der Berg „Stoufinberc“ genannt. Er liegt im Grenzgebiet der beiden Gemeinden Schuttertal und Freiamt. Der Gipfel des Berges liegt am nördlichen Ende des Gemeindegebietes von Freiamt. Am Hünersedel entspringt der Fluss Schutter. Der Hünersedel war der höchste Berg im alten Landkreis Lahr.

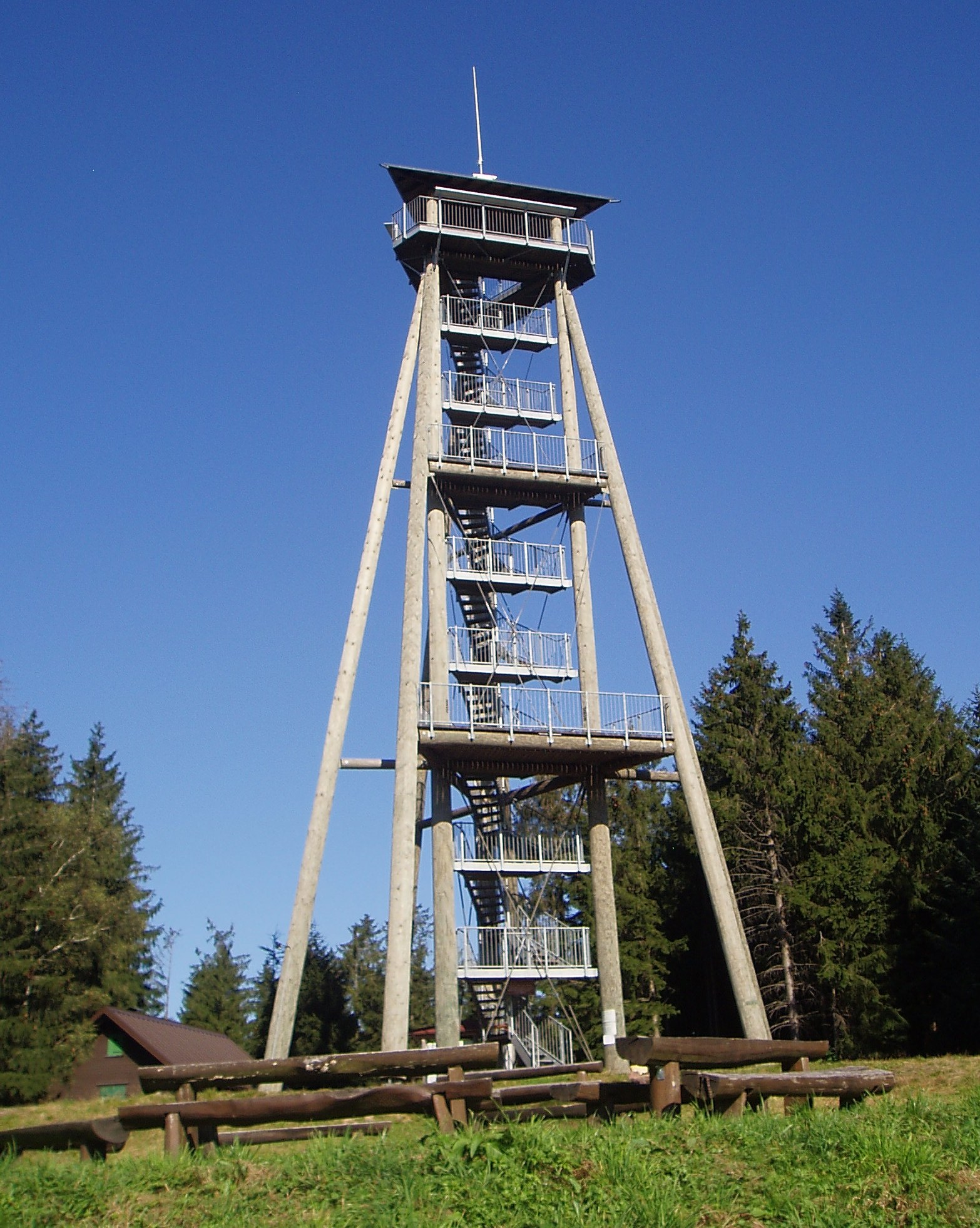
Hünersedelturm

In den 1950er Jahren wurde auf dem Hünersedel ein Vermessungsturm errichtet, der sich bei Einheimischen aufgrund eines   Rundumblickes großer Beliebtheit erfreute. In den 90er Jahren wurde der Förderverein Hünersedel e. V. gegründet, um einen neuen Aussichtsturm auf dem Hünersedel zu errichten. Im Vorfeld wurde dazu 2002 ein provisorischer Vermessungsturm zu Testzwecken errichtet. 
Am 2. Oktober 2004 wurde auf dem Hünersedel der Hünersedelturm nach einjähriger Bauzeit eingeweiht. Der 29 Meter hohe Aussichtsturm wurde mit Hilfe privater Spendengelder (200.000 €) errichtet. Die Konstruktion wurde zunächst am Boden montiert und im Anschluss mit Hilfe eines Kranes aufgerichtet. Die Hauptstützen des Turmes bestehen aus drei großen Holzstämmen (Höhe der größten Stütze: 27,55 Meter), die von jeweils zwei weiteren Streben gestützt werden. Das Douglasienholz für den Turm wurde im Freiämter Wald geschlagen.
Der Turm bietet einen weiträumigen Rundumblick über die Rheinebene nach Straßburg und nach Colmar, die Vogesen, den Kaiserstuhl, über den nahezu gesamten Westabfall des Schwarzwaldes vom Blauen, Belchen, Schauinsland und Feldberg im Süden über den Kandel, Rohrhardsberg und Fohrenbühl bis zum Brandenkopf, Mooskopf und zur Hornisgrinde im Norden sowie die angrenzenden Täler des Mittleren Schwarzwalds (Elztal, Kinzigtal, Schuttertal, Bleichtal).